# Swainsona luteola
Swainsona luteola är en ärtväxtart som beskrevs av Ferdinand von Mueller. Swainsona luteola ingår i släktet Swainsona och familjen ärtväxter. Utöver nominatformen finns också underarten S. l. dietrichiae.